# Artabotrys punctulatus
Artabotrys punctulatus este o specie de plante angiosperme din genul Artabotrys, familia Annonaceae, descrisă de Cheng Yih Wu. Conform Catalogue of Life specia Artabotrys punctulatus nu are subspecii cunoscute.